# Радзікув-Великий
Радзікув-Великий (пол. Radzików Wielki) — село в Польщі, у гміні Морди Седлецького повіту Мазовецького воєводства.
Населення — 315 осіб (2011).
У 1975-1998 роках село належало до Седлецького воєводства.

## Демографія
Демографічна структура станом на 31 березня 2011 року:
|          | Загалом | Допрацездатний вік | Працездатний вік | Постпрацездатний вік |
| -------- | ------- | ------------------ | ---------------- | -------------------- |
| Чоловіки | 157     | 27                 | 100              | 30                   |
| Жінки    | 158     | 27                 | 82               | 49                   |
| Разом    | 315     | 54                 | 182              | 79                   |